# 威廉·亨利 (游泳运动员)
威廉·亨利（英語：William Henry，1859年6月28日—1928年3月20日），英国男子游泳、水球运动员。他曾代表英国曼彻斯特奥斯本游泳俱乐部参加1900年夏季奥林匹克运动会水球比赛，获得一枚金牌。